# Temporada 1990-91 de los Orlando Magic
La temporada 1990-91 fue la segunda de los Orlando Magic en la NBA. La temporada regular acabó con 31 victorias y 51 derrotas, ocupando el noveno puesto de la conferencia Oeste, a la que fue enviado después de una primera temporada en el Este, no logrando clasificarse para los playoffs.

## Elecciones en elDraft
| Ronda | Puesto | Jugador      | Posición | Nacionalidad   | Universidad  |
| ----- | ------ | ------------ | -------- | -------------- | ------------ |
| 1     | 4      | Dennis Scott | Alero    | Estados Unidos | Georgia Tech |

## Temporada regular
| División Medio Oeste   | División Medio Oeste | División Medio Oeste | División Medio Oeste | División Medio Oeste | División Medio Oeste | División Medio Oeste | División Medio Oeste | División Medio Oeste |
| Equipo                 | G                    | P                    | %                    | PD                   | Casa                 | Fuera                | Div                  |                      |
| ---------------------- | -------------------- | -------------------- | -------------------- | -------------------- | -------------------- | -------------------- | -------------------- | -------------------- |
| y-San Antonio Spurs    | 55                   | 27                   | .671                 | —                    | 33–8                 | 22–19                | 20–8                 |                      |
| x-Utah Jazz            | 54                   | 28                   | .659                 | 1                    | 36–5                 | 18–23                | 21-7                 |                      |
| x-Houston Rockets      | 52                   | 30                   | .634                 | 3                    | 31-10                | 21–20                | 20-8                 |                      |
| Orlando Magic          | 31                   | 51                   | .378                 | 24                   | 24-17                | 7–34                 | 13–15                |                      |
| Minnesota Timberwolves | 29                   | 53                   | .354                 | 26                   | 21-20                | 8-33                 | 9-19                 |                      |
| Dallas Mavericks       | 28                   | 54                   | .341                 | 27                   | 20-21                | 8–33                 | 7-21                 |                      |
| Denver Nuggets         | 20                   | 62                   | .244                 | 35                   | 17-24                | 3-38                 | 8–20                 |                      |

## Estadísticas
| Rk | Jugador        | Edad | P  | PT | MP   | TC  | TCI  | %TC  | T3  | T3I | %T3  | TL  | TLI | %TL  | RO  | RD  | RT  | AS  | RB  | TAP | BP  | FP  | PTS  |
| -- | -------------- | ---- | -- | -- | ---- | --- | ---- | ---- | --- | --- | ---- | --- | --- | ---- | --- | --- | --- | --- | --- | --- | --- | --- | ---- |
| 1  | Scott Skiles   | 26   | 79 | 66 | 34.4 | 5.8 | 13.2 | .445 | 1.2 | 2.9 | .408 | 4.3 | 4.8 | .902 | 0.7 | 2.7 | 3.4 | 8.4 | 1.1 | 0.1 | 3.2 | 2.4 | 17.2 |
| 2  | Terry Catledge | 27   | 51 | 38 | 28.6 | 5.7 | 12.4 | .462 | 0.0 | 0.1 | .000 | 3.2 | 5.1 | .624 | 3.3 | 3.7 | 7.0 | 1.1 | 0.7 | 0.2 | 2.1 | 2.2 | 14.6 |
| 3  | Dennis Scott   | 22   | 82 | 73 | 28.5 | 6.1 | 14.4 | .425 | 1.5 | 4.1 | .374 | 1.9 | 2.5 | .750 | 0.8 | 2.1 | 2.9 | 1.6 | 0.8 | 0.3 | 1.5 | 2.5 | 15.7 |
| 4  | Nick Anderson  | 23   | 70 | 42 | 28.2 | 5.7 | 12.2 | .467 | 0.2 | 0.8 | .293 | 2.5 | 3.7 | .668 | 1.3 | 4.2 | 5.5 | 1.5 | 1.1 | 0.6 | 1.6 | 2.1 | 14.1 |
| 5  | Greg Kite      | 29   | 82 | 82 | 27.1 | 2.0 | 4.1  | .491 | 0.0 | 0.0 |      | 0.8 | 1.5 | .512 | 2.3 | 4.9 | 7.2 | 0.7 | 0.3 | 1.0 | 1.2 | 3.6 | 4.8  |
| 6  | Otis Smith     | 27   | 75 | 39 | 25.1 | 5.4 | 12.0 | .451 | 0.1 | 0.6 | .196 | 2.9 | 4.0 | .734 | 2.3 | 2.8 | 5.2 | 2.3 | 1.1 | 0.5 | 1.9 | 2.5 | 13.9 |
| 7  | Jeff Turner    | 28   | 71 | 43 | 23.7 | 3.6 | 7.5  | .487 | 0.1 | 0.2 | .400 | 1.2 | 1.6 | .759 | 1.5 | 3.6 | 5.1 | 1.4 | 0.4 | 0.1 | 1.8 | 3.3 | 8.6  |
| 8  | Jerry Reynolds | 28   | 80 | 9  | 23.0 | 4.3 | 9.9  | .434 | 0.1 | 0.4 | .294 | 4.2 | 5.2 | .802 | 1.1 | 2.6 | 3.7 | 2.5 | 1.2 | 0.7 | 2.2 | 1.5 | 12.9 |
| 9  | Sam Vincent    | 27   | 49 | 17 | 19.9 | 3.1 | 7.2  | .431 | 0.1 | 0.4 | .158 | 2.0 | 2.4 | .825 | 0.3 | 1.8 | 2.2 | 4.0 | 0.6 | 0.1 | 1.9 | 1.5 | 8.3  |
| 10 | Mark Acres     | 28   | 68 | 0  | 19.3 | 1.6 | 3.1  | .509 | 0.0 | 0.0 | .333 | 1.0 | 1.5 | .653 | 2.1 | 3.2 | 5.3 | 0.4 | 0.4 | 0.4 | 0.6 | 3.2 | 4.2  |
| 11 | Howard Wright  | 23   | 8  | 0  | 17.0 | 1.9 | 5.1  | .366 | 0.0 | 0.0 |      | 1.6 | 2.6 | .619 | 1.3 | 3.4 | 4.6 | 0.4 | 0.4 | 0.6 | 1.1 | 2.9 | 5.4  |
| 12 | Michael Ansley | 23   | 67 | 1  | 13.1 | 2.1 | 3.9  | .548 | 0.0 | 0.0 |      | 1.4 | 1.9 | .717 | 1.8 | 2.0 | 3.8 | 0.4 | 0.4 | 0.1 | 0.5 | 1.9 | 5.7  |
| 13 | Morlon Wiley   | 24   | 34 | 0  | 10.3 | 1.3 | 3.2  | .417 | 0.2 | 0.4 | .500 | 0.5 | 0.7 | .680 | 0.1 | 0.4 | 0.5 | 2.1 | 0.7 | 0.0 | 1.0 | 1.1 | 3.3  |
| 14 | Mark McNamara  | 31   | 2  | 0  | 6.5  | 0.0 | 0.5  | .000 | 0.0 | 0.0 |      | 0.0 | 0.0 |      | 0.0 | 2.0 | 2.0 | 0.0 | 0.0 | 0.0 | 0.0 | 0.5 | 0.0  |

## Galardones y récords
| Jugador      | Galardón                            |
| Scott Skiles | Jugador más mejorado de la NBA      |
| Dennis Scott | Mejor quinteto de rookies de la NBA |